# Поповка (Омська область)
Поповка (рос. Поповка) — село у Азовському німецькому національному районі Омської області Російської Федерації.
Належить до муніципального утворення Сосновське сільське поселення. Населення становить 532 особи.

## Історія
Згідно із законом від 30 липня 2004 року органом місцевого самоврядування є Сосновське сільське поселення.

## Населення
| 1897 | 1913 | 1917 | 1926 | 1989 | 2002 | 2003 |
| ---- | ---- | ---- | ---- | ---- | ---- | ---- |
| 303  | ↘229 | ↗548 | ↘482 | ↗520 | ↗525 | ↘507 |
| 2010 |      |      |      |      |      |      |
| ↗532 |      |      |      |      |      |      |